# Storia degli apparecchi acustici

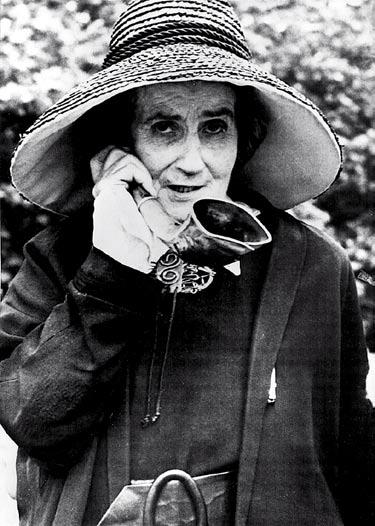
Madame Elisabeth de Meuron con il cornetto acustico

Il primo apparecchio acustico fu creato nel XVII secolo. Il passaggio agli apparecchi acustici moderni iniziò con la creazione del telefono e il primo apparecchio acustico elettrico fu creato nel 1898. Verso la fine del XX secolo fu distribuito commercialmente al pubblico l'apparecchio acustico digitale. Alcuni dei primi apparecchi acustici erano apparecchi esterni. Gli apparecchi acustici esterni dirigevano i suoni davanti all'orecchio e bloccavano tutti gli altri rumori. L'apparecchio si sarebbe dovuto inserire dietro l'orecchio o al suo interno.
L'invenzione del microfono a carbone, dei trasmettitori, del chip di elaborazione del segnale digitale o DSP e lo sviluppo della tecnologia dei computer hanno contribuito a trasformare l'apparecchio acustico nella sua forma attuale.

## Trombe per le orecchie

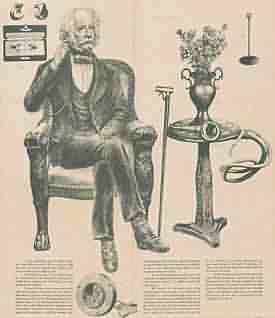
L'ingegnosa sedia acustica di Frederick Rein, disegnata per il re Giovanni VI del Portogallo all'inizio del XIX secolo.

L'uso di trombe per le orecchie per i non udenti risale al XVII secolo. Verso la fine del XVIII secolo il loro uso stava diventando sempre più comune. Trombe acustiche coniche pieghevoli furono realizzate da produttori di apparecchi, esemplari una tantum per clienti specifici. I modelli più noti del periodo includevano la Townsend Trumpet (realizzata dall'educatore sordo John Townshend), la Reynolds Trumpet (appositamente costruita per il pittore Joshua Reynolds) e la Daubeney Trumpet.
La prima azienda a iniziare la produzione commerciale del cornetto acustico fu fondata da Frederick C. Rein a Londra nel 1800. Oltre a produrre cornetti acustici, Rein vendeva anche ventagli acustici e tubi parlanti. Questi strumenti aiutavano ad amplificare i suoni, pur rimanendo portatili. Tuttavia questi dispositivi erano generalmente voluminosi e dovevano essere supportati fisicamente dal basso. In seguito, trombe e coni da orecchio portatili più piccoli furono usati come apparecchi acustici.

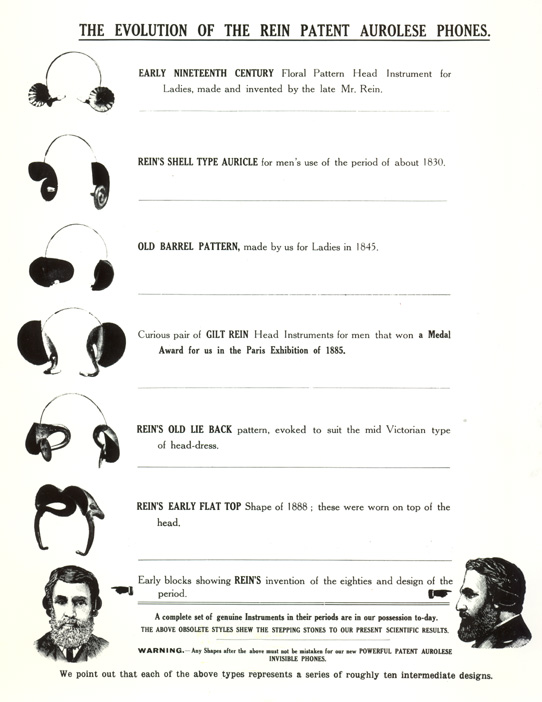
Il catalogo di Frederick Rein Ltd., che espone modelli sempre più evoluti del XIX secolo.

Rein fu incaricato di progettare una sedia acustica speciale per il re del Portogallo indisposto, Giovanni VI del Portogallo, nel 1819. Il trono fu progettato con braccioli riccamente scolpiti che sembravano bocche aperte di leoni. Questi fori fungevano da area di ricezione per l'acustica, che veniva trasmessa sul retro del trono tramite un tubo parlante e nell'orecchio del re. Alla fine del 1800, fu creato per adattarsi all'orecchio, il cornetto acustico, che era un tubo con due estremità due coni, uno più grande che catturava il suono e uno più piccolo che si adattava all'orecchio.
Verso la fine del XIX secolo divennero sempre più popolari gli apparecchi acustici nascosti. Rein aprì la strada a molti progetti degni di nota, tra cui i suoi "cerchietti acustici", in cui il dispositivo per l'apparecchio acustico era abilmente nascosto all'interno dei capelli o del copricapo. Gli Aurolese Phones di Rein erano fasce per la testa, realizzate in una varietà di forme, che incorporavano i collettori acustici vicino all'orecchio amplificando l'acustica. Gli apparecchi acustici erano nascosti anche in divani, vestiti e accessori. Questa spinta verso un'invisibilità sempre maggiore era spesso più volta a nascondere la disabilità dell'individuo dal pubblico che non ad aiutare l'individuo a far fronte al suo problema.

## Apparecchi acustici elettronici

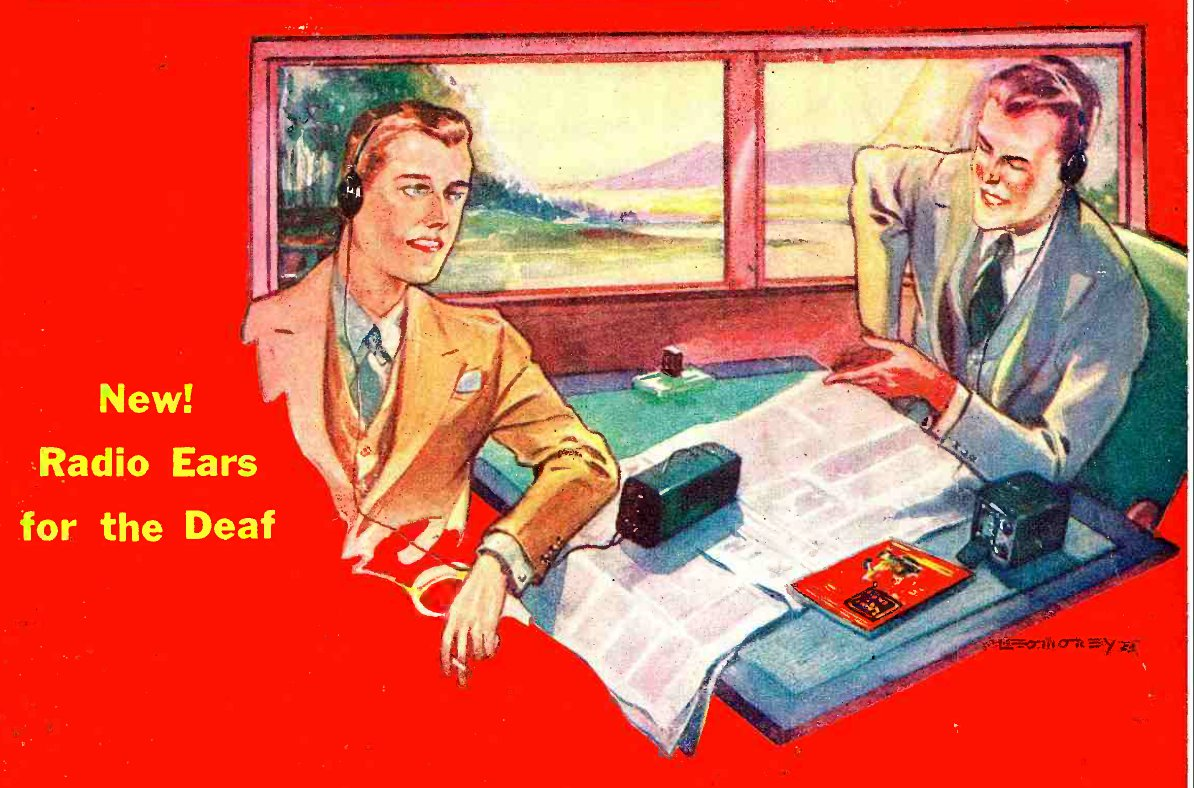
Pubblicità del 1933 per i primi apparecchi acustici a valvole termoioniche.

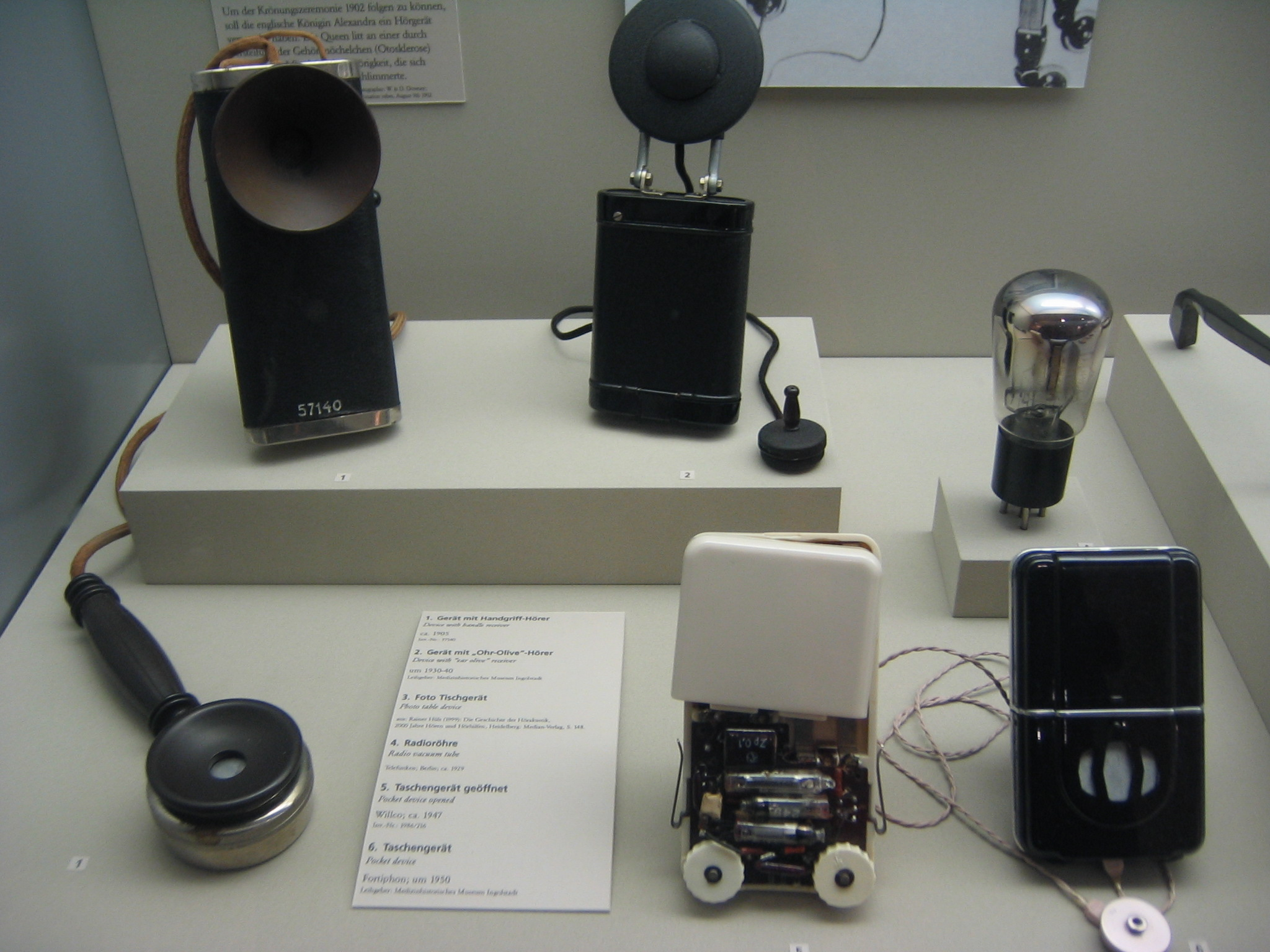
Apparecchi acustici tedeschi dal 1920 al 1950. Alcuni avevano un accessorio simile a unricevitore telefonico. Museo della Medicina, Berlino.

I primi apparecchi acustici elettronici furono costruiti dopo l'invenzione del telefono e del microfono negli anni 1870 e 1880. La tecnologia all'interno del telefono aumentava il modo in cui il segnale acustico poteva essere modificato. I telefoni erano in grado di controllare il volume, la frequenza e la distorsione dei suoni. Queste qualità furono utilizzate nella creazione dell'apparecchio acustico.
Il primo apparecchio acustico elettrico, chiamato Akouphone, fu creato da Miller Reese Hutchison nel 1898. Usava un microfono a carbone, in modo che l'apparecchio acustico potesse essere portatile. Il microfono era usato per amplificare il suono prendendo un segnale debole e utilizzando la corrente elettrica per renderlo più forte. Questi apparecchi acustici elettrici potevano essere ripiegati all'interno di borse e altri accessori.
Uno dei primi produttori di apparecchi acustici amplificati elettronicamente fu la società Siemens nel 1913. Gli apparecchi acustici erano ingombranti e non facilmente trasportabili. Avevano circa le dimensioni di una "grande scatola di sigari" e avevano un altoparlante che si adattava all'orecchio.
Il primo apparecchio acustico a valvola termoionica fu brevettato dall'ingegnere navale Earl Hanson nel 1920. Si chiamava Vactuphone e usava il trasmettitore telefonico per trasformare la voce in segnali elettrici. Dopo che il segnale era stato convertito, veniva amplificato quando era trasferito al ricevitore. L'apparecchio acustico pesava poco più di tre kg, il che lo rendeva abbastanza leggero da essere trasportato. La Marconi in Inghilterra e la Western Electric negli Stati Uniti iniziarono a commercializzare apparecchi acustici a valvole termoioniche nel 1923.
Durante gli anni '20 e '30 l'apparecchio acustico a valvole divenne più efficiente e le sue dimensioni cominciarono a diminuire grazie alle migliorate tecniche di miniaturizzazione. Il Modello 56 di Acousticon fu creato a metà degli anni 1920 e fu una delle prime unità portatili per apparecchi acustici, sebbene fosse piuttosto pesante. Il primo apparecchio acustico indossabile che utilizzava la tecnologia delle valvole termoionche fu messo in vendita in Inghilterra nel 1936 e un anno dopo in America. Negli anni '30, gli apparecchi acustici stavano diventando popolari per il pubblico. La Multitone di Londra brevettò il primo apparecchio acustico per utilizzare il controllo automatico del guadagno. La stessa ditta introdusse una versione indossabile nel 1948.
I progressi tecnologici militari che si sono verificati nella seconda guerra mondiale hanno contribuito allo sviluppo degli apparecchi acustici. Uno dei principali progressi che la seconda guerra mondiale permise fu l'idea della miniaturizzazione. Questo si può notare nella Miniatura 75 tascabile sella Zenith.

## Apparecchi acustici a transistor

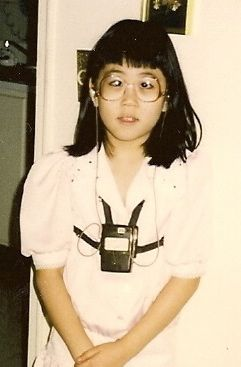
Questa foto degli inizi del 1980 mostra un apparecchio acustico con un transistor che viene indossato al petto con spallacci. Poteva avere problemi con le interferenze statiche, perfino se chi lo indossava rideva o sorrideva.

Lo sviluppo dei transistor nel 1948 da parte della Bell Laboratories portò a importanti miglioramenti nell'apparecchio acustico. Il transistor era stato inventato da John Bardeen, Walter Brattain, e William Shockley, per sostituire i tubi a vuoto; erano piccoli, richiedevano meno energia della batteria e avevano meno distorsione e calore rispetto al loro predecessore. Queste valvole a vuoto erano in genere roventi e fragili, quindi il transistor era la sostituzione ideale. Il Sonotone 1010 del 1952 usava un modulo a transistor insieme a valvole a vuoto, per prolungare la durata della batteria. Le dimensioni di questi transistor portarono allo sviluppo di microfoni miniaturizzati in carbonio. Questi microfoni potevano essere montati su vari oggetti, persino sugli occhiali. Nel 1951 la Raytheon produsse industrialmente il transistor e fu una delle prime aziende a fabbricare in serie transistor in tutta l'America. La Raytheon si rese conto che il loro apparecchio acustico era durato solo poco tempo ed iniziò a vendere di nuovo gli apparecchi acustici con il tubo a vuoto, insieme a quelli a transistor.
La decisione di usare i transistor all'interno degli apparecchi acustici era stata talmente veloce che non furono testati correttamente. In seguito fu rilevato che i transistor potevano diventare umidi. A causa di questa umidità, l'apparecchio acustico sarebbe durato solo poche settimane per poi rompersi. Per evitare che ciò accadesse, era necessario applicare un rivestimento sul transistor per proteggerlo dall'umidità. Doveva essere risolto questo problema, in modo che i transistor negli apparecchi acustici avessero successo.
La Zenith fu la prima azienda a capire che il problema con i transistor era il calore corporeo delle persone. Dopo aver raggiunto questa conclusione, nel 1952 furono presentati i primi apparecchi acustici "tutti transistor", chiamati Microtone Transimatic e Maico Transist-ear. Nel 1954 la società Texas Instruments, produsse un transistor al silicio, che era molto più efficace della versione precedente. La fine del transistor fu segnata dalla creazione del circuito integrato o IC da parte di Jack Kilby della Texas Instruments nel 1958 e la tecnica fu perfezionata negli apparecchi acustici dei successivi 20 anni.
Elmer V. Carlson, autore di trenta brevetti, fu determinante nell'inventare molti dei componenti del moderno apparecchio acustico.

## Apparecchi acustici digitali
All'inizio degli anni '60 la Bell Telephone Laboratories inventò un processo per la creazione di segnali vocali e audio su un grande computer mainframe. A causa delle dimensioni dei computer digitali, il processo di simulazione degli apparecchi acustici era estremamente lento. La progressione del segnale vocale audio richiedeva più tempo della lunghezza della durata del segnale stesso. Per ottenere la potenza necessaria per elaborare il suono, era necessario un grande computer mainframe. Ciò rendeva quasi impossibile concepire l'idea che gli apparecchi acustici potessero essere trasformati in qualcosa che venisse adattato ad un orecchio. Questa ricerca fu importante per imparare a sviluppare i suoni per le persone con disabilità uditive.
Inoltre, negli anni '70, fu creato il microprocessore. Questo contribuì ad aprire le porte alla miniaturizzazione dell'apparecchio acustico. Oltre a ciò il ricercatore Edgar Villchur sviluppò la compressione dell'ampiezza multi-canale. La compressione dell'ampiezza permise di separare il segnale audio in bande di frequenza. Queste bande erano in grado di regolare i suoni in modo tale che i suoni più intensi fossero indeboliti e i suoni deboli si intensificassero. Il sistema di compressione di ampiezza multi-canale sarebbe stato utilizzato in seguito come progetto strutturale fondamentale per i primi apparecchi acustici che utilizzavano la tecnologia digitale.

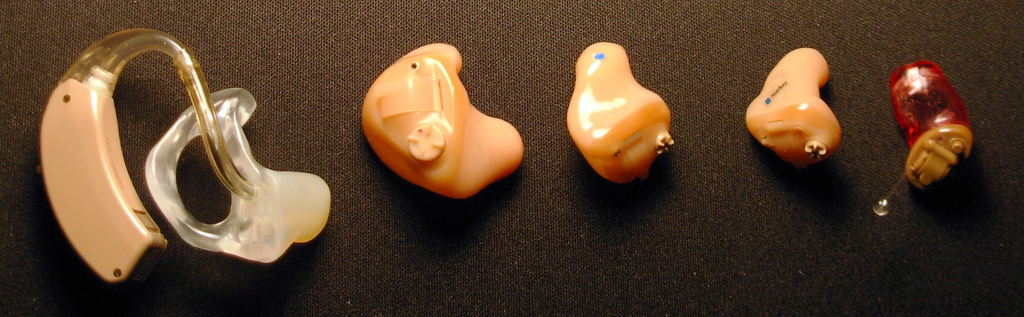
Alcuni apparecchi acustici degli inizi del XXI secolo con progetti tradizionali.

Un altro pioniere nello sviluppo degli apparecchi acustici fu Daniel Graupe, che sviluppò l'apparecchio acustico a sei canali. L'apparecchio acustico a sei canali nel 1975 aveva il controllo digitale della frequenza su tutti i canali. Nel 1979 le caratteristiche elettroacustiche degli apparecchi acustici potevano essere cambiate con un semplice pulsante. Premendo questo pulsante era possibile modificare l'amplificazione a livelli appropriati per l'ambiente in cui si trovava la persona. Questa tecnica di controllo dell'apparecchio acustico per l'ambiente viene utilizzata in qualche modo in tutti gli apparecchi acustici digitali.
La creazione di processori di array digitali ad alta velocità utilizzati nei minicomputer ha aperto le porte ai progressi negli apparecchi acustici digitali. Questi minicomputer erano in grado di elaborare segnali audio a velocità equivalenti a quelle in tempo reale. Nel 1982 alla City University of New York, fu creato il primo apparecchio acustico digitale in tempo reale. L'apparecchiatura conteneva un processore di array digitale e un minicomputer. Questo consisteva in un trasmettitore e ricevitore radio FM. La radio faceva una connessione tra l'individuo attraverso un trasmettitore sul corpo alla radio sulla parte superiore del computer. Il trasmettitore sul corpo era collegato da un filo al microfono dell'orecchio ed al ricevitore. Anche se questo è stato un importante passo avanti nella creazione degli apparecchi acustici, c'erano ancora alcuni problemi. Uno dei problemi principali era che mentre gli apparecchi acustici funzionavano, erano estremamente pesanti e quasi impossibili da spostare.

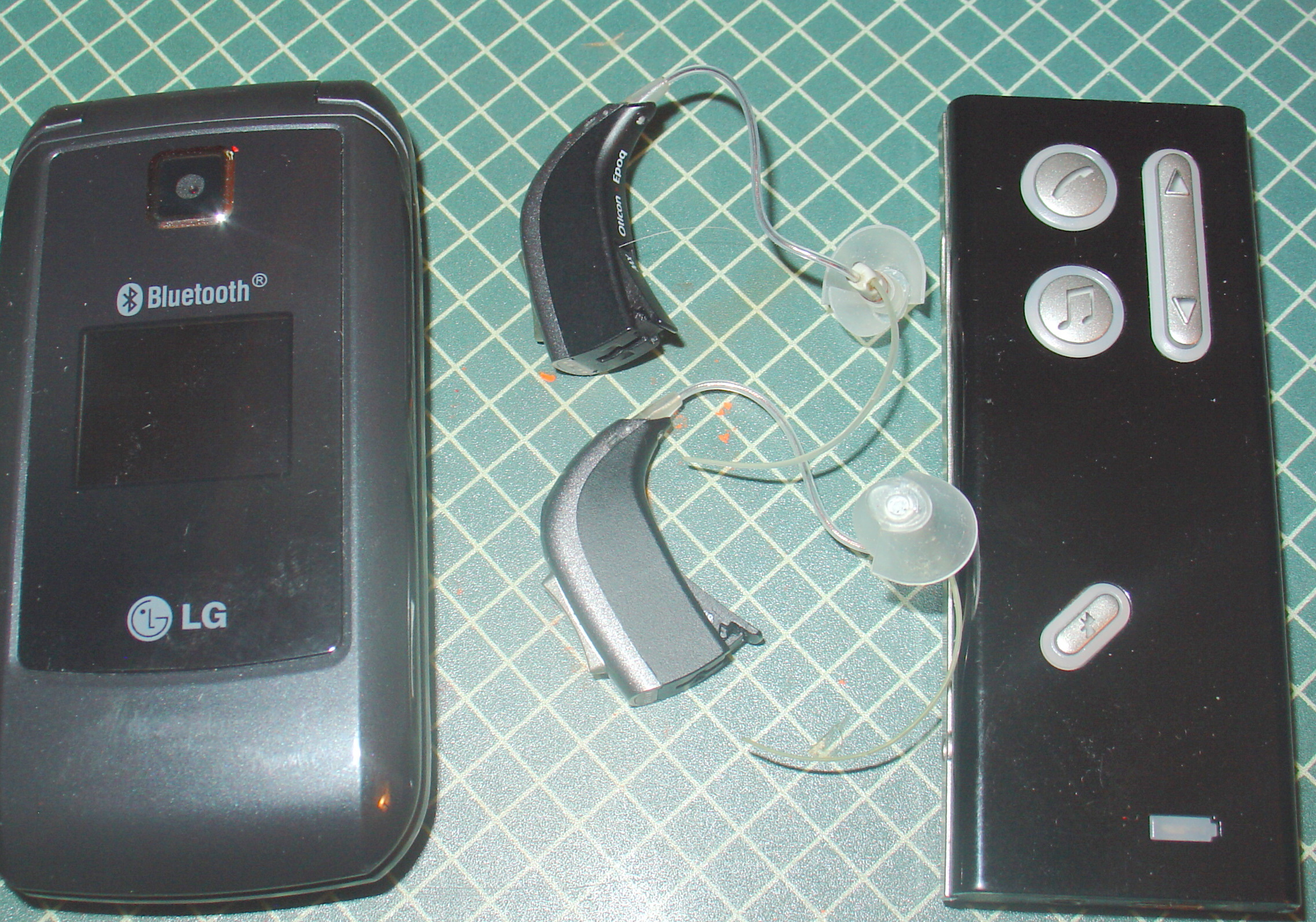
Apparecchi acustici Oticon da utilizzare con i dispositivi wireless Bluetooth.

Il primo apparecchio acustico digitale commerciale fu creato nel 1987 dalla Nicolet Corporation. L'apparecchio acustico conteneva un processore che si indossava, che aveva una connessione cablata con un trasduttore auricolare. Mentre l'apparecchio acustico della Nicolet Corporation non ebbe un successo pubblico e l'azienda subì una breve chiusura, ebbe però il merito di avviare una competizione tra le aziende per creare apparecchi acustici più efficaci. Due anni dopo, nel 1989, fu lanciato l'apparecchio acustico digitale dietro le orecchie (BTE).
Oltre alla Nicolet Corporation, la Bell Laboratories ampliò il settore degli apparecchi acustici sviluppando un apparecchio acustico ibrido digitale-analogico. Questo apparecchio acustico utilizzava circuiti digitali per gestire un amplificatore di compressione a due canali. Anche se le prime ricerche su questo apparecchio acustico ebbero successo, la AT&T, la società madre della Bell Laboratories, si ritirò dal mercato degli apparecchi acustici e vendette i suoi diritti alla Resound Corporation nel 1987. Quando l'apparecchio acustico fu immesso sul mercato, fu un successo istantaneo. Questo sviluppo ha contribuito a introdurre importanti cambiamenti nel mondo degli apparecchi acustici.
Dopo il successo della Resound Corporation, altre società di apparecchi acustici hanno iniziato a produrre apparecchi acustici ibridi che includevano amplificatori analogici, filtri e limitatori gestiti digitalmente. C'erano molti vantaggi in questi apparecchi acustici, che comprendevano la memorizzazione delle impostazioni dei parametri, la capacità di effettuare test comparativi accoppiati, di avere impostazioni per diversi ambienti acustici e di disporre di metodi di segnalazione più avanzati; questo includeva la compressione multicanale.
Il successivo importante traguardo fu la creazione di un apparecchio acustico interamente digitale. La Oticon Company sviluppò il primo apparecchio acustico digitale nel 1995, ma fu distribuito solo ai centri di ricerca audiologica per la ricerca sulla tecnologia digitale nel campo dell'amplificazione acustica. Senso è stato il primo apparecchio acustico interamente digitale di successo commerciale e fu creato dalla Widex nel 1996. Dopo il successo di Senso, la Oticon iniziò a commercializzare il proprio apparecchio acustico, il DigiFocus.
Gli apparecchi acustici digitali attuali sono ora programmabili e consentono di regolare autonomamente il suono, senza utilizzare un controllo separato. L'apparecchio acustico può ora adattarsi a seconda dell'ambiente in cui si trova e spesso non ha nemmeno bisogno di un pulsante di controllo del volume fisico.
Recentemente gli apparecchi acustici "Made for iPhone" (MFi) sono stati introdotti dalla Resound e consentono agli utenti di apparecchi acustici digitali MFi di effettuare lo streaming di telefonate, musica e podcast direttamente dai dispositivi iOS.
Sfruttando direttamente il potenziale di potenza di elaborazione audio negli smartphone, Jacoti BVBA del Belgio ha sviluppato ListenApp, la prima applicazione di apparecchi acustici digitali per ottenere la certificazione CE e l'approvazione della FDA come dispositivo medico.

## Chip per apparecchi acustici
Uno dei primi chip digitali è stato creato da Daniel Graupe. Il chip digitale, noto come Zeta Noise Blocker, adatta continuativamente il guadagno nei canali di frequenza per aiutare a controllare i livelli di rumore alti. Il chip è stato integrato in un certo numero di apparecchi acustici negli anni '80. Oltre allo Zeta Noise Blocker, c'è stato uno sviluppo di chip digitali dedicati all'elaborazione del segnale digitale ad alta velocità o DSP. I chip DSP sono diventati disponibili nel 1982 e hanno iniziato a essere implementati negli apparecchi acustici. Dal 1988 i chip venivano prodotti dentro gli apparecchi acustici. Uno dei maggiori contributi di questi chip è stata la capacità di elaborare sia il parlato che altri tipi di rumori in tempo reale. Uno dei maggiori inconvenienti di questi chip era che erano enormi, il che li rendeva quasi impossibili da indossare, e consumavano molta batteria.